# Caeruleuptychia scopulata
Espèce
Caeruleuptychia scopulata est une espèce de papillons de la famille des Nymphalidae et de la sous-famille des Satyrinae et du genre Caeruleuptychia.

## Dénomination
Caeruleuptychia scopulata a été décrit par Frederick DuCane Godman en 1905, sous le nom initial d' Euptychia scopulata.
Synonymes : Euptychia marisea Dyar, 1914 ;  Euptychia susanna Hayward, 1957.

## Écologie et distribution
Caeruleuptychia helena est présent au Panama, en Bolivie et au Pérou.

### Protection
Pas de statut de protection particulier